# James Cox (regista)
James Cox (New York, 5 febbraio 1975) è un regista e sceneggiatore statunitense.

## Biografia
Cox studia cinema all'Università di New York e qui scrive e dirige  il cortometraggio Atomic Tabasco. Il film riceve una menzione d'onore al Sundance Film Festival del 1999 e viene premiato agli Student Academy Awards. Nel 2002 scrive e dirige Fuga da Seattle con Jared Leto, Jake Gyllenhaal e Selma Blair, mentre l'anno successivo torna sul grande schermo con Wonderland - Massacro a Hollywood con Val Kilmer, Kate Bosworth e Dylan McDermott. Cox ha inoltre diretto diversi video musicali, come Give It All dei Rise Against e All About Us delle t.A.T.u..

## Filmografia

### Regista
- Atomic Tabasco (1999, cortometraggio, anche sceneggiatore, attore e produttore)
- The Rock Star (1999, anche sceneggiatore)
- Dead Last (2001, serie TV, tre episodi)
- Fuga da Seattle (Highway) (2002)
- Wonderland - Massacro a Hollywood (Wonderland) (2003, anche sceneggiatore)
- Incroci pericolosi (Straight A's) (2013)
- Billionaire Boys Club (2018)